# Amphisbaenidae
Amphisbaenidae är en familj av kräldjur som ingår i underordningen masködlor och i ordningen fjällbärande kräldjur. Enligt Catalogue of Life omfattar familjen Amphisbaenidae 156 arter. 
Dessa ödlor förekommer i Västindien, i Sydamerika och i Afrika.
Arterna påminner om maskar och de saknar extremiteter. De har vanligen en kroppslängd (utan svans) mellan 25 och 40 cm men vissa arter kan bli 72 cm långa (exempelvis Amphisbaena alba). I familjen förekommer även små arter som Chirindia rondoensis med en kroppslängd av 9 till 12 cm (utan svans). Familjens medlemmar gräver underjordiska tunnelsystem. De äter främst leddjur (Arthropoda) och deras larver men även andra ryggradslösa djur. Med några undantag lägger honor 2 till 4 långsträckta ägg per tillfälle. Hos Loveridgea ionidesii och Monopeltis capensis föds levande ungar.

## Bildgalleri

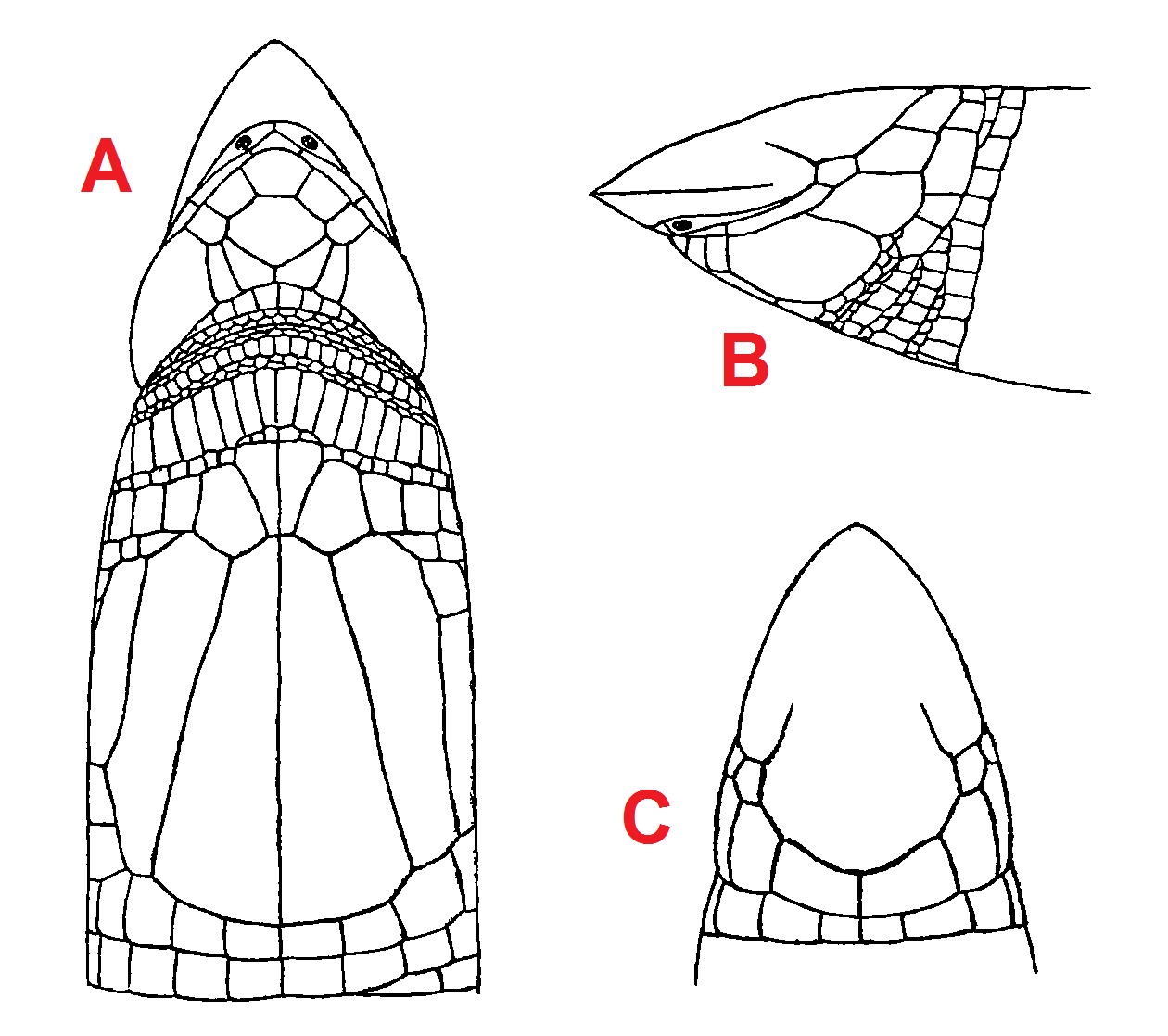
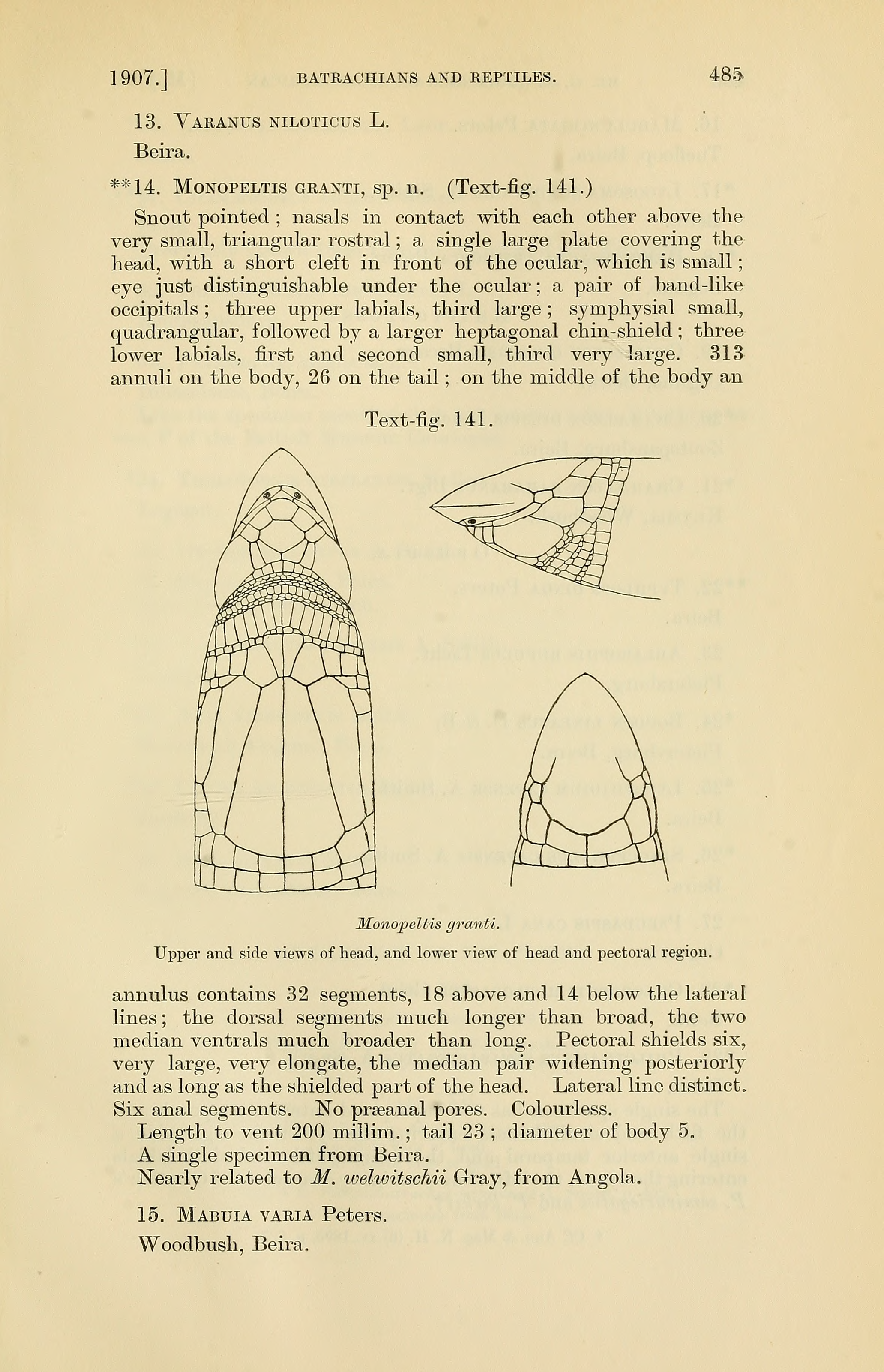

## Taxonomi
Släkten enligt Catalogue of Life:
- Amphisbaena
- Ancylocranium
- Anops
- Aulura
- Baikia
- Blanus
- Bronia
- Cercolophia
- Chirindia
- Cynisca
- Dalophia
- Geocalamus
- Leposternon
- Loveridgea
- Mesobaena
- Monopeltis
- Zygaspis